# محمد علوان (لاعب كرة طائرة)
محمد علوان لاعب كرة طائرة في منتخب مصر للناشئين للكرة الطائرة تحت 19 سنة الفائز بالمركز الرابع على العالم سنة 2019 تحت قيادة المدير الفني حسن الحصري.